# Puja Mulia
Puja Mulia is een bestuurslaag in het regentschap Bener Meriah van de provincie Atjeh, Indonesië. Puja Mulia telt 1376 inwoners (volkstelling 2010).